# Burutrast
Burutrast (Geokichla dumasi) är en fågel i familjen trastar inom ordningen tättingar. Den förekommer endast på den indonesiska ön Buru. IUCN listar den som nära hotad.

## Utseende och läte
Burutrasten är en rätt liten trast med en kroppslängd på 17 cm. Den är rostbrun på hjässa, nacke och mantel, medan vingarna är mörkbruna, liksom undersidan, buken dock vit. På större och mellersta vingtäckarna syns breda vita spetsar. Seramtrasten liknar burutrasten, men denna är mörkbrun endast på manteln med vita spetsar endast på mellersta vingtäckarna. Fågeln är tystlåten, men kan avge ett tunt "tseep" som kontaktläte och ett "tsree-tsree" i flykten.

## Utbredning och systematik
Fågeln förekommer i skogar på medelhög höjd på ön Buru i södra Moluckerna. Den behandlas som monotypisk, det vill säga att den inte delas in i några underarter. Vissa inkluderar seramtrast (G. joycei) i arten.

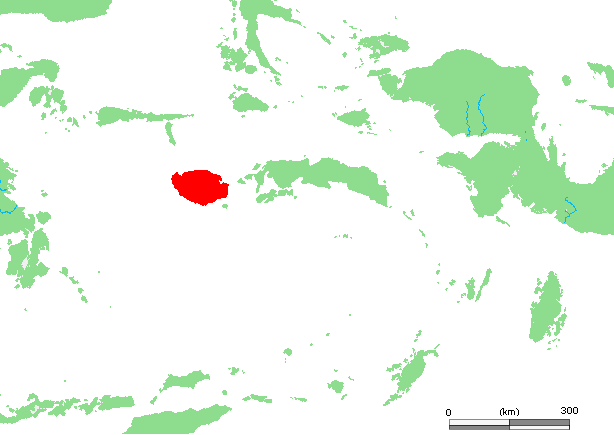
Fågeln förekommer endast på ön Buru i Moluckerna.

### Släktestillhörighet
Tidigare placerades arten i släktet Zoothera, men flera DNA-studier visar att burutrast med släktingar står närmare bland andra trastarna i Turdus.

## Levnadssätt
Burutrasten bebor täta mossbelupna skogar i lägre bergstrakter, vanligen mellan 725 och 1500 meters höjd. Fågeln födosöker enstaka eller i par på marken i tät undervegetation. Ägg har noterats i februari och ungar i början av april.

## Status
Burutrasten har ett litet utbredningsområde och ett bestånd uppskattat till endast mellan 20 000 och 50 000 vuxna individer. Kunskapen om dess status är begränsad, men den tros vara hotad av den intensiva burfågelhandeln. Internationella naturvårdsunionen IUCN kategoriserar därför arten som nära hotad.

## Namn
Fågelns vetenskapliga artnamn hedrar en J. M. Dumas, holländsk markägare på Borneo tillika upptäcktsresande och samlare av specimen i Ostindien och på Nya Guinea.